# Pommereux
Pommereux é uma comuna francesa na região administrativa da Normandia, no departamento de Sena Marítimo. Estende-se por uma área de 5,4 km². Em 2010 a comuna tinha 96 habitantes (densidade: 17,8 hab./km²).